# يان بولت
يان بولت (بالهولندية: Jan Bolt)‏ هو لاعب جمباز فني هولندي، ولد في 3 فبراير 1876، وتوفي في 7 مايو 1967.

## وصلات خارجية
- يان بولت على موقع أوليمبيديا (الإنجليزية)